# Streicherkeyboard
Ein Streicherkeyboard (auch Streicherklavier bzw. engl. auch String Machine bzw. String Ensemble) ist ein zu den Elektrophonen gezähltes Musikinstrument, mit dem der Klang eines Streichorchesters elektronisch nachgebildet werden soll. Das bekannteste Modell dieser Klasse war das von der niederländischen Eminent Orgelbouw B.V. ab 1974 angebotene Solina String-Ensemble, das den Klang der Popmusik in den 1970er-Jahren entscheidend mitprägte.

## Geschichte
Bis zum Beginn der 1970er-Jahre war das Mellotron die einzige Möglichkeit, über Klänge eines Streicherorchesters zu verfügen, ohne tatsächlich menschliche Musiker zu benötigen. Das Instrument war jedoch sehr teuer und hatte starke Unzulänglichkeiten wie hohes Gewicht, schlechte Transportabilität sowie Anfälligkeit der experimentellen, elektromechanischen Technik. Der britische Komponist und Ingenieur Ken Freeman stellte daher 1970 den Freeman String Symphonizer vor, dessen Klangerzeugung nun nicht mehr wie beim Mellotron auf für jede Note einzeln von einem echten Orchester aufgenommenen Tonbändern basierte, sondern rein elektronisch realisiert wurde. Durch organisatorische Probleme im Verkauf sowie bei der Vermarktung blieben die Verkaufszahlen jedoch niedrig.
Die niederländische Orgelmanufaktur Eminent Orgelbouw B.V. stattete ab 1972 mehrere ihrer Baureihen elektronischer Orgeln, darunter die berühmte Eminent 310, mit einer Eigenkonstruktion zur elektronischen Nachbildung von Streicherklängen aus, die auf. Diese Technik wurde 1974 als eigenes Instrument mit zusätzlichen Klängen ausgegliedert und unter dem Namen Solina String-Ensemble verkauft. Für den amerikanischen Markt ging Eminent eine Kooperation mit ARP ein, die das Instrument als ARP String-Ensemble verkauften, doch auch diese Modelle wurden im Eminent-Werk in Bodegraven produziert. Obwohl nicht das erste Instrument seiner Art galt das bis 1981 in vier Evolutionen gebaute Solina als Archetyp des Streicherkeyboards und findet auch noch heute (meist in Form von samplebasierten Nachbildungen) Verbreitung. Zu den prominenten Nutzern des Solina gehörten u. a. ABBA, Jean-Michel Jarre (als Teil der Eminent 310), die Rolling Stones, Richard Wright von Pink Floyd und die Bee Gees.
Insbesondere in Italien begannen Mitte der 1970er-Jahre weitere Hersteller hauptsächlich elektronischer Orgeln wie Farfisa, ELKA, Siel oder Crumar mit der Produktion eigener Streicherkeyboards. Diesen gelang es zwar nicht, den Klang des Solina vollständig nachzubilden, aber bedingt durch Eigenschaften wie erweitertem Funktionsumfang (z. B. zusätzliche Lead- oder Bassklänge) und niedrigere Kosten trotzdem insbesondere in lokalen italienischen Produktionen sowie bei Musikern des der Berliner Schule einen gewissen Bekanntheitsgrad zu erreichen sowie viele einflussreiche Werke dieser Stile klanglich zu prägen. Das Farfisa Syntorchestra bildete u. a. die klangliche Basis des einflussreichen Ambient-Albums New Age of Earth von Manuel Göttsching sowie der B-Seite des Albums Moondawn von Klaus Schulze. Schulze setzte auch das Konkurrenzprodukt ELKA Rhapsody in seinen Kompositionen ein (insbesondere auf dem Album Timewind).
Als Ende der 1970er-Jahre die ersten polyphonen Synthesizer auf dem Markt verfügbar wurden, die zudem auch noch über eine komplett freie Klanggestaltung zuließen, begann die Nachfrage nach Streicherklavieren schnell einzubrechen. Mit der Polyphonie bei im Gegensatz zu einer elektronischen Orgel deutlich einfacheren Transportabilität war das Hauptverkaufsargument weggefallen. Die letzten Modelle insbesondere italienischer Hersteller erschienen noch bis in die frühen 1980er-Jahre hinein, teilweise um mit simplen Synthesizern vergleichbaren Möglichkeiten zur Klangformung erweitert (z. B. Farfisa Soundmaker) und nur in geringen Stückzahlen gefertigt. Spätestens Mitte der 1980er-Jahre spielten die Instrumente jedoch in der Musik keine Rolle mehr.
Ab Anfang der 2010er-Jahre erlebten Streicherklaviere eine Renaissance, was sich in gesteigertem Interesse an historischen Modellen sowie der Entwicklung und Veröffentlichung neuer Instrumente zeigt (z. B. dem Streichfett von Waldorf Music aus dem Jahr 2014). Außerdem wurden digitale Nachbildungen verschiedener Streicherkeyboards – darunter insbesondere dem Solina String-Ensemble – im VST-Format oder als Samplesammlung veröffentlicht.

## Klangerzeugung und Zusatzfunktionen

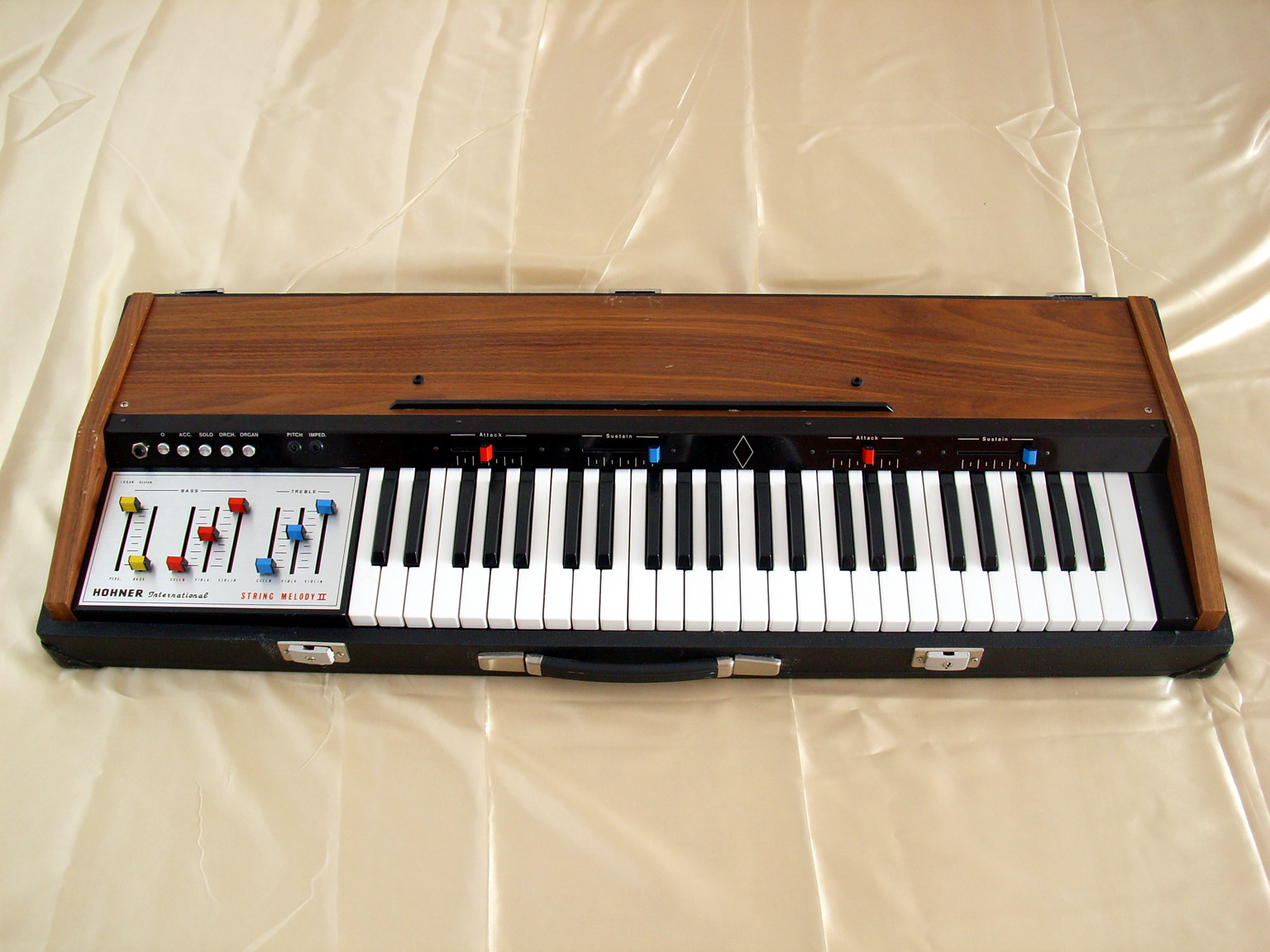
Logan String Melody II (ab 1973)

Kern der Technik eines klassischen Streicherkeyboards ist ein meist als Ensemble bezeichneter, primitiver Chorus-Effekt, der auf eine einfache Sägezahnschwingung eines Oszillators angewendet wird. Für diesen Effekt, der in der Vergangenheit meist mithilfe von Eimerkettenspeichern realisiert wurde, wird die Frequenz des Oszillators parallel durch mehrere, unabhängig voneinander eingestellte Verzögerungsleitungen geschickt, wodurch sie leicht zeitversetzt wird. Die verschiedenen Signale werden anschließend wieder zu einer Hauptfrequenz zusammengemischt. Das Endprodukt ist ein charakteristischer, voller und schwebender Klang. Die Oszillatortechnik basierte meist auf den Schaltungen der elektronischen Orgeln der jeweiligen Hersteller und verwendete nur einen Oszillator pro Stimme – die für die Polyphonie benötigten Zusatzfrequenzen wurden aus der Grundfrequenz mithilfe von Frequenzteilern gewonnen. Bedingt durch diese Art der Klangsynthese verfügen Streicherkeyboards nur über vorgegebene Klänge, die zwar in Artikulation und Gestaltung variiert, jedoch nicht frei verändert werden können.
Insbesondere bei italienischen Herstellern war es üblich, ihre Streicherkeyboards durch Verschmelzung mit der Technik elektronischer Orgeln und Synthesizern mit zusätzlichen Funktionen auszustatten, die beim Vorbild Solina String-Ensemble nicht vorhanden waren. Dazu gehörten umfangreichere Möglichkeiten zur Mischung der verschiedenen polyphonen Stimmen (z. B. durch stufenlose Lautstärkeregelung wie bei der ELKA Rhapsody), Klangfarbenregulation durch Filter (z. B. Farfisa Polychrome), Artikulationsmöglichkeiten in Form von Pitch Bendern und vollwertigen, vierstufigen Hüllkurvengeneratoren (z. B. Farfisa Soundmaker) oder zusätzlich eingebaute Effektgeräte wie ein Equalizer (z. B. Crumar Performer). Häufig wurde auch eine monophone Sektion mit verschiedenen Lead- oder Bassstimmen eingebaut, wodurch der Musiker die Aufgaben mehrerer Bandmitglieder gleichzeitig übernehmen konnte. Dadurch wurden diese Instrumente auch für Alleinunterhalter interessant und können als Vorgänger der heute üblichen, digitalen Keyboards gesehen werden.

## Modelle

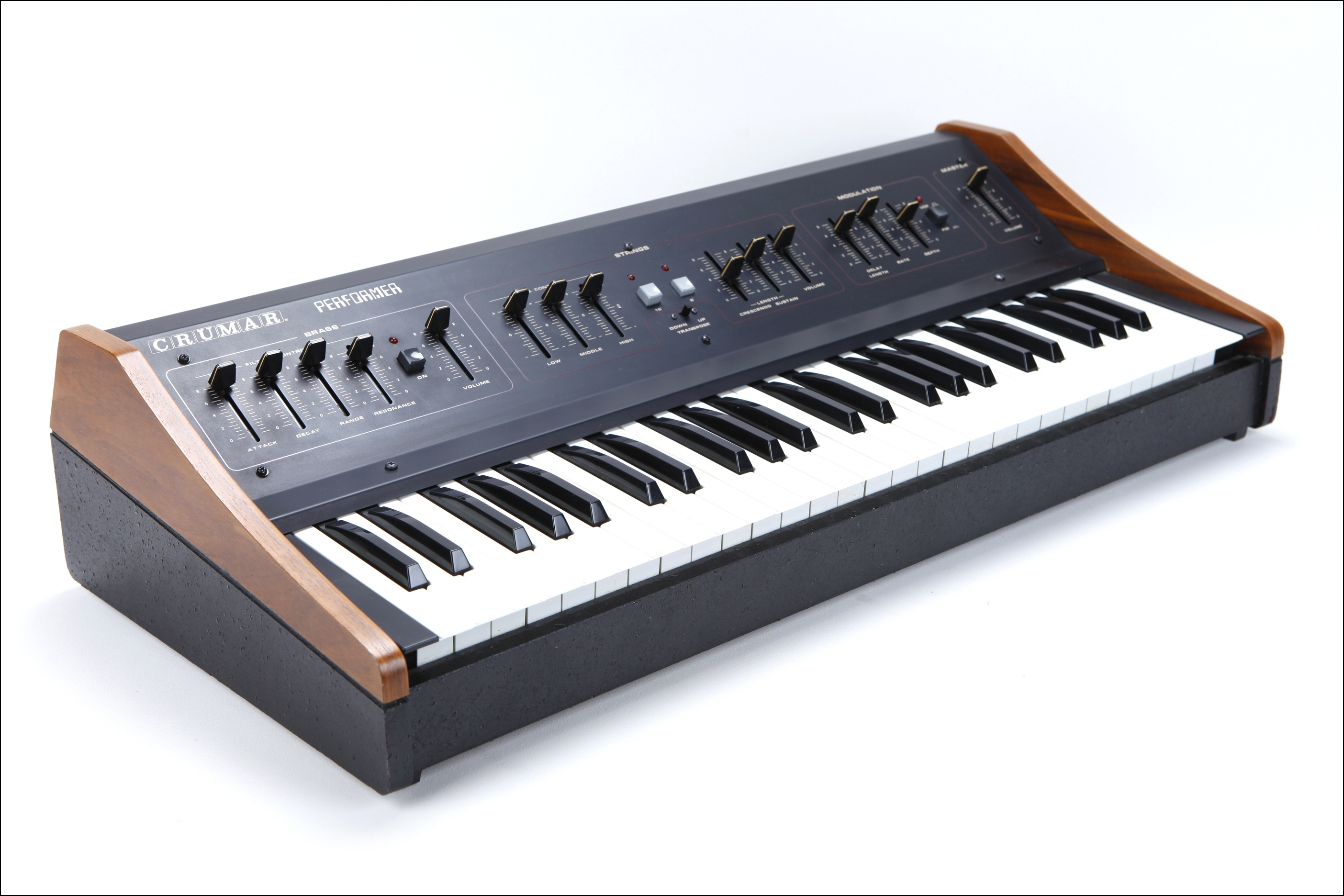
Crumar Performer (ab 1979)

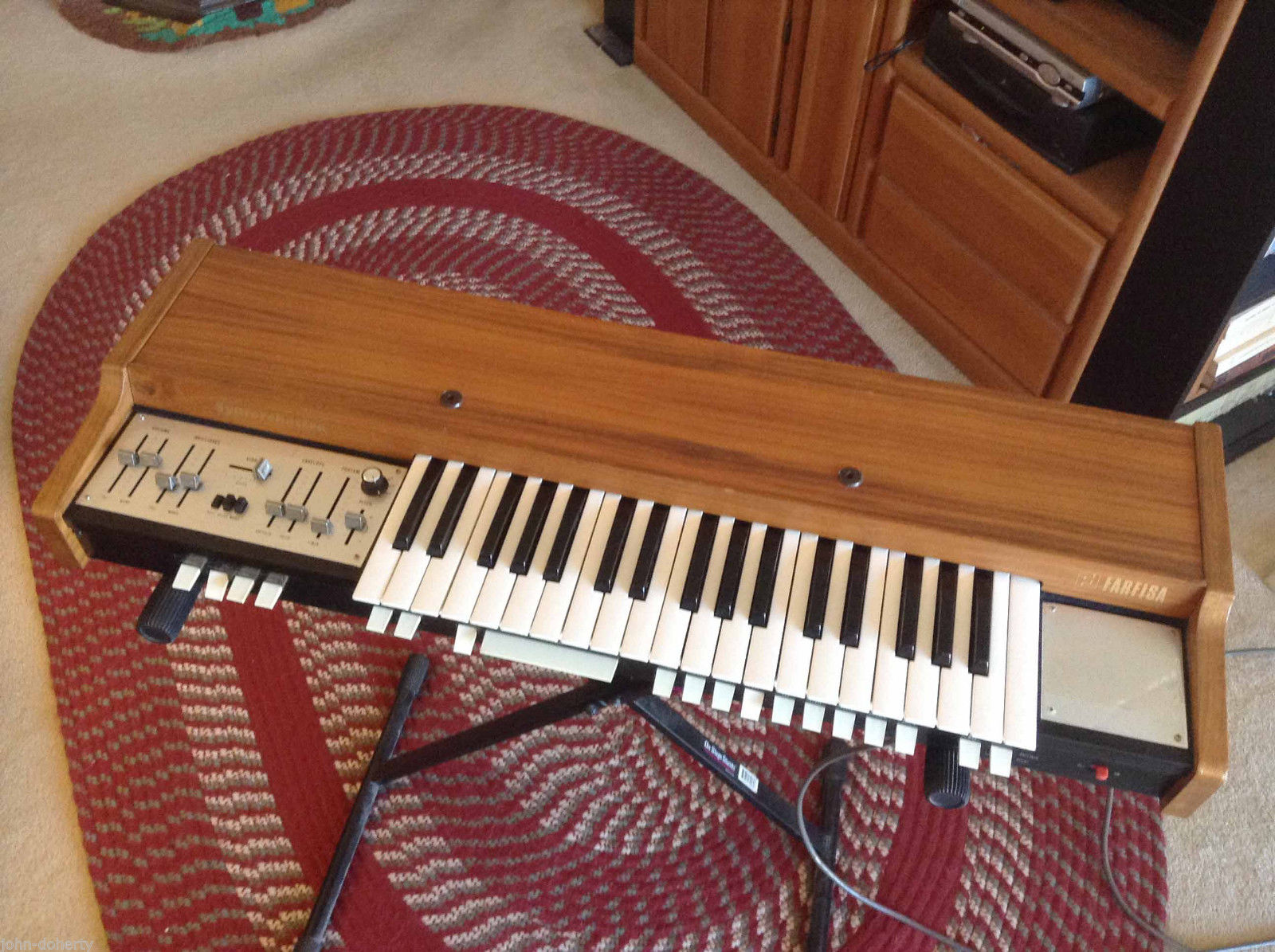
Farfisa Syntorchestra (ab 1975)

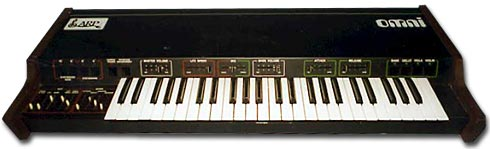
ARP Omni (ab 1976)

Diese Liste soll einen Überblick über die Vielfalt an Streicherkeyboards bieten, erhebt jedoch keinen Anspruch auf Vollständigkeit.
- ARP: Omni 1, Omni 2
- Crumar: Performer, Multiman, Stringman
- EKO: Stradivarius
- ELKA: Rhapsody 490 / 610 (490 gleich mit String Vox von Hohner)
- Eminent/Solina: String-Ensemble, String-Synthesizer (beide auch unter ARP verkauft)
- Farfisa: Syntorchestra, Syntorchestra 4, Soundmaker, Polychrome
- Freeman: String Symphonizer
- Galanti/LEM/GEM: Insta-Strings, PK 4900, String-Thing (auch unter gleichem Namen von Vox verkauft)
- Hohner: String Performer
- JEN: SM-2007
- KORG: DL-50 Delta, ES-50 Lambda, EPS-1, PE-1000, PE-2000, Trident, Trident II
- Logan: String Melody, String Orchestra (auch unter gleichem Namen von WERSI verkauft)
- SIEL: Orchestra 1 (gleich mit Quartet von ARP), Orchestra 2, Cruise (gleich mit Fugue von Sequential Circuits)
- Roland: Paraphonic 505, RS-202, VP-330
- Vermona: Piano Strings
- Welson: Keyboard Orchestra, Symphony Concert
- Yamaha: SS30, SK-10, SK-15, SK-20, SK-30, SK-50